# Bocskai Virág
Bocskai Virág (Budapest, 1997. február 6. –) magyar színésznő.

## Életpályája
A Vörösmarty Mihály Gimnázium drámatagozatán érettségizett. 2017-2022 között a Kaposvári Egyetem színész szakán tanult. Egyetemi gyakorlatát a Zenthe Ferenc Színházban töltötte. 2022-től a Pécsi Nemzeti Színház tagja.

## Színházi szerepei

### Pécsi Nemzeti Színház
- Médeia (Női kórus)
- Az üvegcipő (Keczeli Ilona)
- Ö.K.Ö.R. II.